# Wilhelm Adolf Schmidt
Pour les articles homonymes, voir Schmidt.
Wilhelm Adolf Schmidt, né le 26 septembre 1812 à Berlin et mort le 10 avril 1887 à Iéna, est un historien et homme politique allemand.

## Biographie
Wilhelm Adolf Schmidt naît le 26 septembre 1812 à Berlin.
Il entre à l'Université Humboldt de Berlin en 1831, y devient en 1839 chargé de cours et, en 1845, professeur. En 1851, il devient professeur d'histoire à l'université de Zürich ; et neuf ans plus tard, il devient professeur à l'université d'Iéna. Il est membre du Parlement de Francfort en 1848 et du Reichstag allemand de 1874 à 1876.
Wilhelm Adolf Schmidt meurt le 10 avril 1887 à Iéna.

## Œuvres

### Histoire allemande
Il s'agit de son œuvre principale, limitée pour l'essentiel au XIXe siècle. Les plus importantes sont :
- Geschichte der Denk- und Glaubensfreiheit im ersten Jahrhundert der Kaiserherrschaft und des Christentums (1847)
- Preussens deutsche Politik (Berlin, 1850, et autres éditions)[1].
- Geschichte der preussisch-deutschen Unionsbestrebungen (Berlin, 1851)[1].
- Zeitgenössische Geschichten : I. Frankreich von 1815 bis 1830. II. Osterreich de 1830 à 1848 (Berlin, 1859)[3].
- Elsasz und Lothringen (Leipzig, 1859 et 1870)[3].
- Geschichte der deutschen Verfassungsfrage während der Befreiungskriege und des Wiener Kongresses (Stuttgart, 1890), publié après sa mort par A. Stern[1].

Il a édité le 8e numéro de Weltgeschichte de Karl Friedrich Becker, 22 vol. (Leipzig, 1874-1879).[réf. souhaitée]

### Histoire non allemande
- Tableaux de la Révolution Française publiés sur les papiers inédits du département de la police secrète de Paris (Leipzig, 1867-1870)[1]
- Pariser Zustände während der Revolutionszeit (Jena, 1874—1876), traduit en français par Paul Viollet (Paris, 1880—1885)[1]
- Das Perikleische Zeitalter (Iéna, 1877—1879)[1]
- Handbuch der griechischen Chronologie (Iéna, 1888)[1]
- Abhandlungen zur alten Geschichte (Leipzig, 1888)[1]